# Porto de Moz (kommun)
Porto de Moz är en kommun i Brasilien.   Den ligger i delstaten Pará, i den centrala delen av landet, 1 600 km norr om huvudstaden Brasília. Antalet invånare är 33 951.
Följande samhällen finns i Porto de Moz:
- Porto de Moz

I omgivningarna runt Porto de Moz växer i huvudsak städsegrön lövskog. Trakten runt Porto de Moz är nära nog obefolkad, med mindre än två invånare per kvadratkilometer.